# 2012年問題
2012年問題（2012ねんもんだい）とは、2012年に発生する、もしくは深刻化することが懸念されていた年問題である。

## エレベーター
日本国内の大手エレベーターメーカーが、製造中止から20年程度を超えた機種の交換部品の新規供給を2012年前後までに停止することを発表している。このため継続して使用しているエレベーターが故障した際に部品の交換が不可能となり、更新しなければならなくなるとされる。

## オフィスビル
2012年に、都心で大型ビルが相次いで竣工されるのだが、それによって供給量が過剰になり、空室が増える問題。

## 各国指導者の交代
2012年は国連安保理常任理事国（核保有国）や東アジアの国において、国のトップが交代期を集中的に迎える年になっている。いくつかの国では憲法等によって2012年をメドに現職が退任しなければならないケース、政治情勢から退任をよぎなくされるケース、再選可能であるが現職の国内の支持率の問題から再選が不透明なケースなど様々ある。
そのため、核保有国や東アジアの国のトップが2012年に一斉に変わる可能性があり、国際政治情勢が大きく変化する可能性がある。また選挙の年は自国優先の発言や施策が飛び出すことが予想されることから、ハーバード大学のケネス・ロゴフ教授は英紙フィナンシャル・タイムズへの寄稿で2012年問題について「欧州危機などただでさえ非常に困難で予測不可能な問題が、一層解決不可能な状況に陥る危険性がある」と説いている。

### スケジュール
| 日付                  | 選挙名・できごと等             | 前任者           | → | 後任者          |
| --------------------- | ------------------------------ | ---------------- | - | --------------- |
| （2011年12月19日）    | （北朝鮮の金正日総書記の死去） | 金正日           | → | 金正恩          |
| 2012年1月14日         | 中華民国総統選挙               | 馬英九           | → | 馬英九 (再選)   |
| 2012年3月4日          | ロシア大統領選挙               | メドヴェージェフ | → | プーチン        |
| 2012年4月15日         | 北朝鮮の初代国家主席金日成生誕 | 100周年          |   |                 |
| 2012年4月22日・5月6日 | フランス大統領選挙             | サルコジ         | → | オランド        |
| 2012年9月21日         | 日本の民主党代表選挙           | 野田佳彦         | → | 野田佳彦 (再選) |
| （2012年9月26日）     | （日本の自由民主党総裁選挙）   | 谷垣禎一         | → | 安倍晋三        |
| 2012年11月6日         | アメリカ大統領選挙             | オバマ           | → | オバマ (再選)   |
| 2012年11月8日 - 14日  | 中国共産党第18回全国代表大会   | 胡錦濤           | → | 習近平          |
| 2012年12月16日        | 日本衆議院総選挙               | 野田佳彦         | → | 安倍晋三        |
| 2012年12月19日        | 韓国大統領選挙                 | 李明博           | → | 朴槿恵          |

### 結果
台湾、アメリカでは現職が続投。ロシア、フランスでは大統領が交代した。韓国、中国では規定により新人がトップに就いた。北朝鮮では2012年に節目の年として世襲後継者の権威づけがされると目されていたが、最高指導者が急死したことを受けて前年の2011年12月からフライング的に最高指導者が交代した。日本では総選挙が期せずして行われ、首相が交代した。

### 関連書籍
- 池上彰「知らないと恥をかく世界の大問題2」（角川SSC新書）
- 青山繁晴「救国　超経済外交のススメ」（PHP研究所）

## 団塊の世代の大量退職
以前、2007年（平成19年）になると団塊の世代が退職することで働き手が不足するという懸念があった（2007年問題）。これは、法律の改正により、団塊の世代が基礎年金をもらえるようになるのは、63歳～65歳に引き上げられた。そのため、年金がもらえるようになる年まで、退職後も働き続ける人が多く、この問題はさほど深刻なものではなかった。
しかし、団塊の世代が年金をもらい始める年になると、仕事を辞める人が増えるのではないかという懸念が新たに生まれた。それが、おおよそ、2012年前後に起こるであろうということから、2012年問題と言われるようになった。

### 結果
2012年（平成24年）の時点では、2007年問題時と同様に、大きく騒がれた割には深刻な問題として扱われていない。この理由として、不況の影響により、技術力の低下というマイナス面がある一方で、人件費が削減できたというプラスの面もあるためである。